# Åfjord
Åfjord è un comune norvegese della contea di Trøndelag.
Fa parte del distretto del Fosen. Il centro amministrativo della municipalità è il villaggio di Årnes. Gli altri villaggi della municipalità sono Revsnes, Roan, Bessaker, Harsvika, e By. Åfjord si trova nella parte nord-ovest della penisola di Fosen, a nord-ovest di Trondheim. Si trova tra le municipalità di Ørland e Osen e ad ovest di Steinkjer, con Indre Fosen a sud.
Il comune si estende per 955 chilometri quadrati, è il 114º più esteso per area dei 422 comuni norvegesi.

## Informazioni generali

### Nome e variazioni territoriali

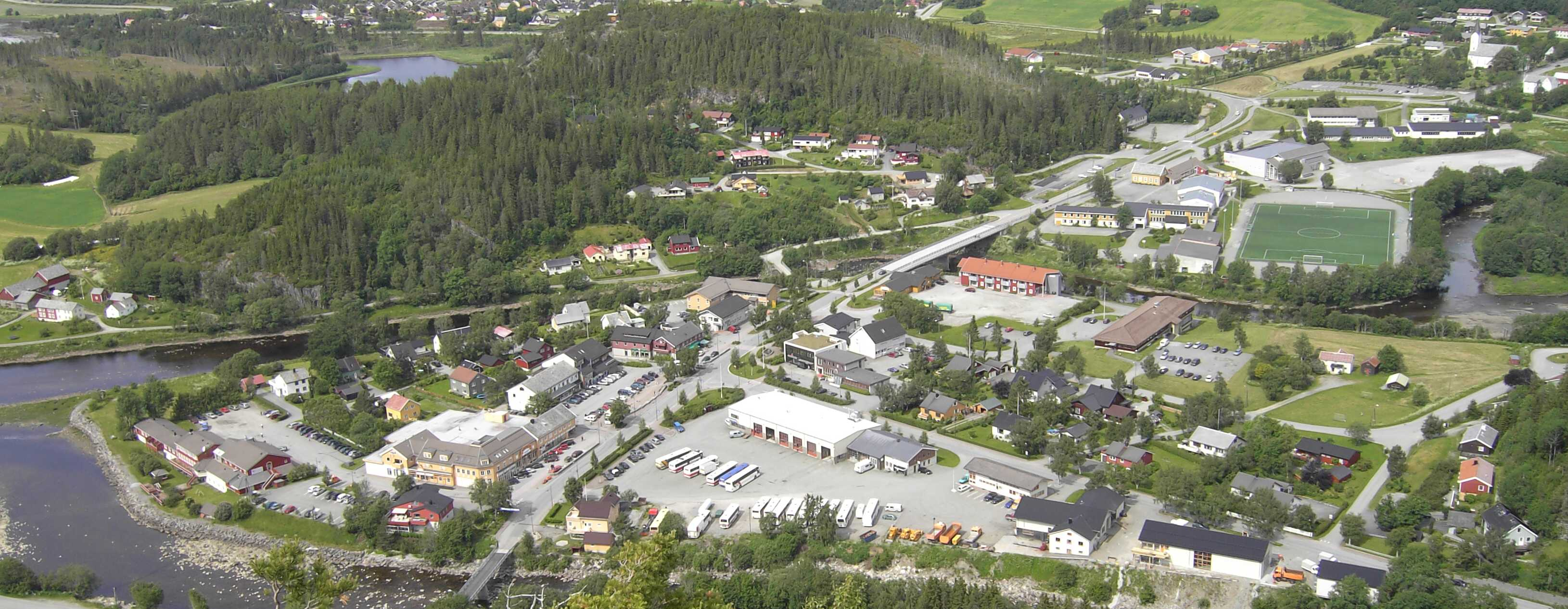
Årnes, Åfjord

Il comune di Åfjord venne fondato il 1º gennaio 1838. Il suo nome è legato al fiordo Åfjorden; la "Å" nel nome deriva dal nome della fattoria e luogo di culto di "Å", forma plurale di á che significa "fiume", probabilmente dal fatto che ci sono due fiumi, Norddalselva e Stordalselva, che scorrono insieme a sud della fattoria.
Il 26 marzo 1870, una risoluzione reale ha spostato una piccola parte non popolata del comune al vicino comune di Bjugn, e il 1º gennaio 1896, la costa sud-ovest di Aafjord venne separata per formare la municipalità di Jøssund. Lo stesso giorno, il nome del comune cambiò da "Aafjord" ad "Aa". La pronuncia venne poi cambiata in Å. Il 13 Luglio 1934, il nome passò da "Å" ad "Åfjord". Dopo di ciò, il centro amministrativo del comune veniva chiamato "Å" o "Å i Åfjord".
Negli anni 1960, grazie al lavoro della Commissione Schei vi furono molte fusioni comunali in Norvegia, tra cui quella dei comuni di Stoksund e Åfjord, uniti nel più grande comune di Åfjord. Il 1º Novembre 1980, il servizio postale cambiò il nome del centro del comune, da "Å i Åfjord" ad "Årnes".
Il 1º Gennaio 2018, il comune non fa più parte della vecchia contea di Sør-Trøndelag, ma della nuova contea di Trøndelag.
Il 1º Gennaio 2020, il comune di Roan venne unito a quello di Åfjord in un nuovo comune chiamato Åfjord. Il nuovo comune usa lo stemma di Roan.

### Stemma

Stemma di Åfjord (1997-2019)

Lo stemma venne donato il 22 Maggio 1987 al vecchio comune di Roan, ed è stato ri-approvato per il nuovo comune allargato di Åfjord nel 2020. Lo stemma mostra tre sterne d'argento, uccelli molto vigili ed energici, che hanno lo scopo di simboleggiare gli abitanti locali e la costa con la vasta avifauna della zona.
Il vecchio stemma di Åfjord è stato concesso nel 1997 e utilizzato fino al 2019. Le armi mostrano due prue di una barca per rappresentare le barche speciali che sono costruite nel comune (Åfjordbåt).

### Chiese
La Chiesa di Norvegia ha tre parrocchie (sokn) nel comune di Åfjord. Fa parte del vicariato (prosti) di Fosen, nella diocesi di Nidaros.
| Parrocchia (sokn) | Nome               | Luogo   | Anno di costruzione |
| ----------------- | ------------------ | ------- | ------------------- |
| Åfjord            | Chiesa di Åfjord   | Årnes   | 1879                |
| Stoksund          | Chiesa di Stoksund | Revsnes | 1825                |
| Roan              | Chiesa di Roan     | Roan    | 1702                |

## Geografia
Il principale centro del comune è Årnes. Tutti i principali servizi del comune si trovano lì. Altre aree popolate sono Monstad/Å e Stoksund/Revsnes. Åfjord si estende su una superficie di circa 1.000 chilometri quadrati, con circa 3200 residenti, di cui circa un terzo vive nell'area urbana di Årnes. Negli ultimi decenni c'è stata una diminuzione di 100-150 persone all'anno.
Il comune di Åfjord è costituito da molti piccoli insediamenti, dalle isole ad ovest agli altopiani ad est. Tradizionalmente, Åfjord è stata una società agricola, mentre Stoksund nell'ovest ha avuto un'economia più basata sulla pesca. Åfjord ha due grandi isole: Stokkøya (380 abitanti) e Linesøya (80 abitanti). Stokkøya è collegata con la terraferma attraverso il ponte di Stokkøy. Il ponte Linesøy collega le isole di Stokkøya e Linesøya. L'altra isola principale è Lauvøya, a sud, alla fine del fiordo Åfjorden.

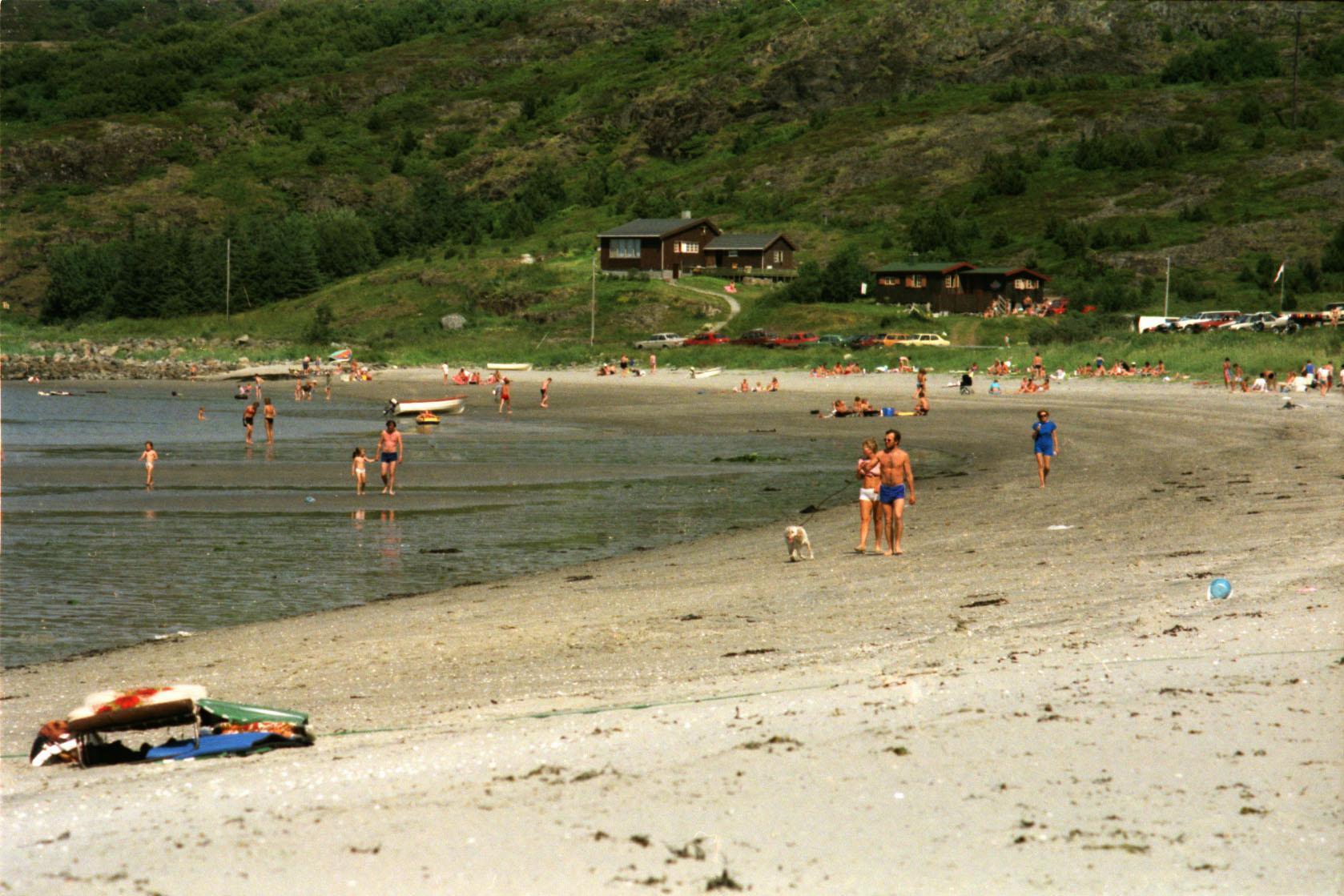
Spiaggia di Hosensanden, isola di Stokkøya, Luglio 1987

Il punto più alto di Åfjord è la Finnvollheia, alta 676 metri. Ci sono oltre 1.000 laghi con pesci. Åfjord ha anche due grandi fiumi di salmone: il Nordalselva e lo Stordalselva, che sfociano nell'Åfjorden. I signori inglesi pescavano qui alla fine del XIX secolo. Il lago Stordalsvatnet si trova a est di Årnes. Il lago Straumsetervatnet si trova ad est, lungo il confine con Verran.

## Storia

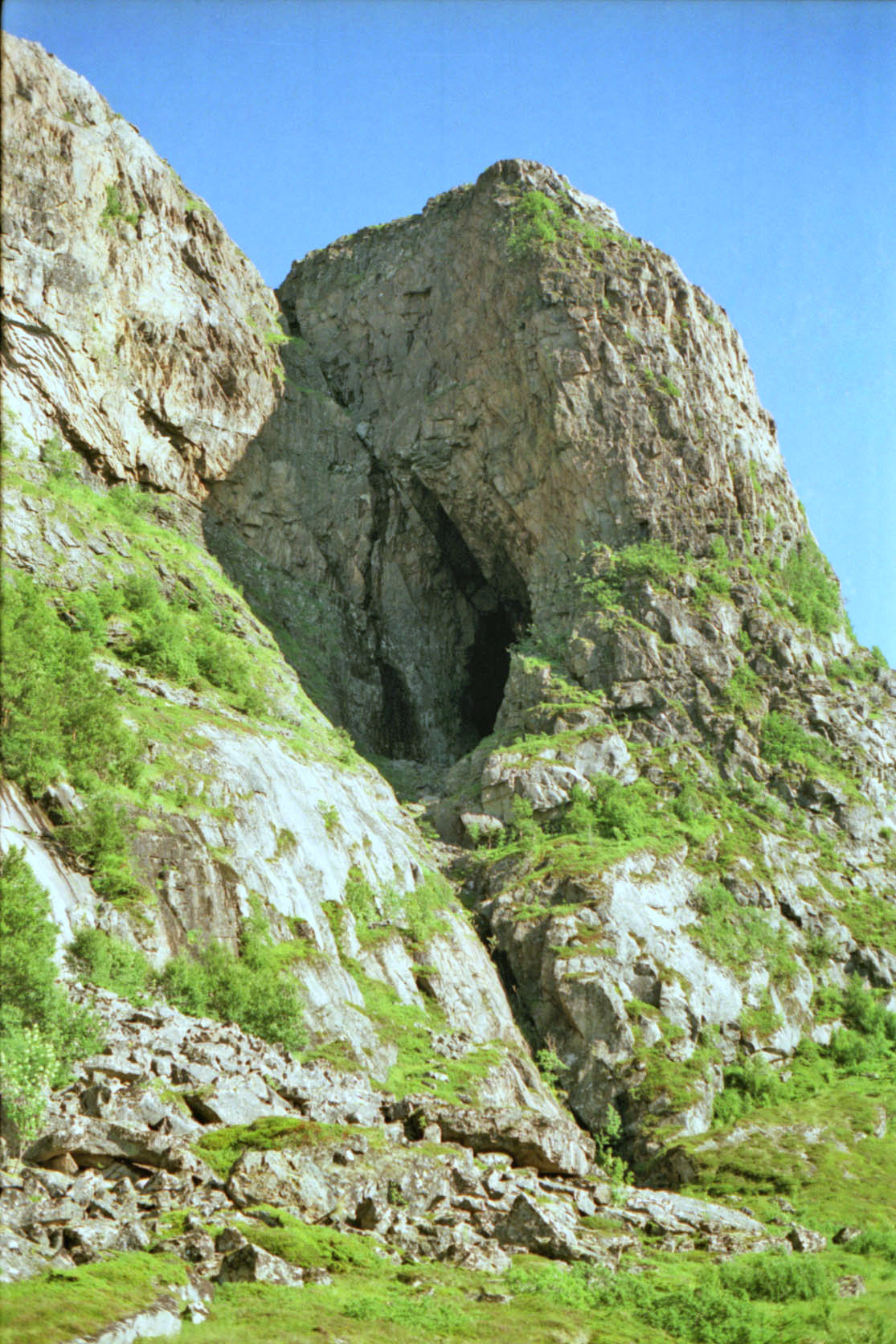
Harbakkhula (cava), con in evidenza gli insediamenti dell'età della pietra.

Ci sono reperti archeologici in molti siti del comune; a Dragseid gli archeologi hanno individuato alcuni tumuli. A Dragseid si dice che le barche di legno venivano trascinate su questa sottile penisola per abbreviare il viaggio ed evitare di rischiare in caso di maltempo. Fino al Medioevo la penisola di Fosen era inclusa come parte del distretto di Nordmøre, immediatamente a sud.
Prima del 1950, non c'erano strade che permettevano di raggiungere il comune. Nel 1950 fu finalmente terminata la strada per il vicino comune di Bjugn a sud. Nel 1955 fu terminata la strada per Stoksund nella parte settentrionale del comune.
Un vecchio tipo di barca di legno, la barca Åfjord, proviene da questa zona. La barca è una discendente diretta delle vecchie barche vichinghe norrene e viene ancora prodotta, anche se in numero molto piccolo. La barca è arrotondata ad entrambe le estremità, è nota per essere un buon navigatore costiero ed è presente in diverse dimensioni, dalla piccola "faering" alla più grande di tutte, il "fembøring".

## Governo
Il comune ricade sotto la Corte distrettuale di Fosen e la Corte di appello di Frostating.

### Consiglio municipale
Il consiglio municipale (Kommunestyre) di Åfjord è formato da 27 rappresentanti, eletti ogni 4 anni e così suddivisi per partito nella legislatura 2020-2024:
- Partito Laburista (Arbeiderpartiet), 10 seggi;
- Partito di Centro (Senterpartiet), 9 seggi;
- Partito Conservatore (Høyre), 4 seggi;
- Partito del Progresso (Fremskrittspartiet), 2 seggi;
- Partito Popolare Cristiano (Kristelig Folkeparti), 1 seggio;
- Partito Liberale (Venstre), 1 seggio.

## Economia
La popolazione di Åfjord vive di agricoltura, silvicoltura, pesca, trasporti (mare e terra), acquacoltura (pesci e molluschi), costruzioni e servizi.